# Lophira
Genre
Classification phylogénétique
Statut de conservation UICN

 VU A1cd : Vulnérable
Lophira est un genre de plantes à fleurs de la famille des Ochnaceae. L'azobé, une des espèces, est un arbre croissant dans les forêts équatoriales et exploité pour son bois imputrescible.

## Espèces
- Lophira alata ou Azobé
- Lophira lanceolata